# 鑽炸法

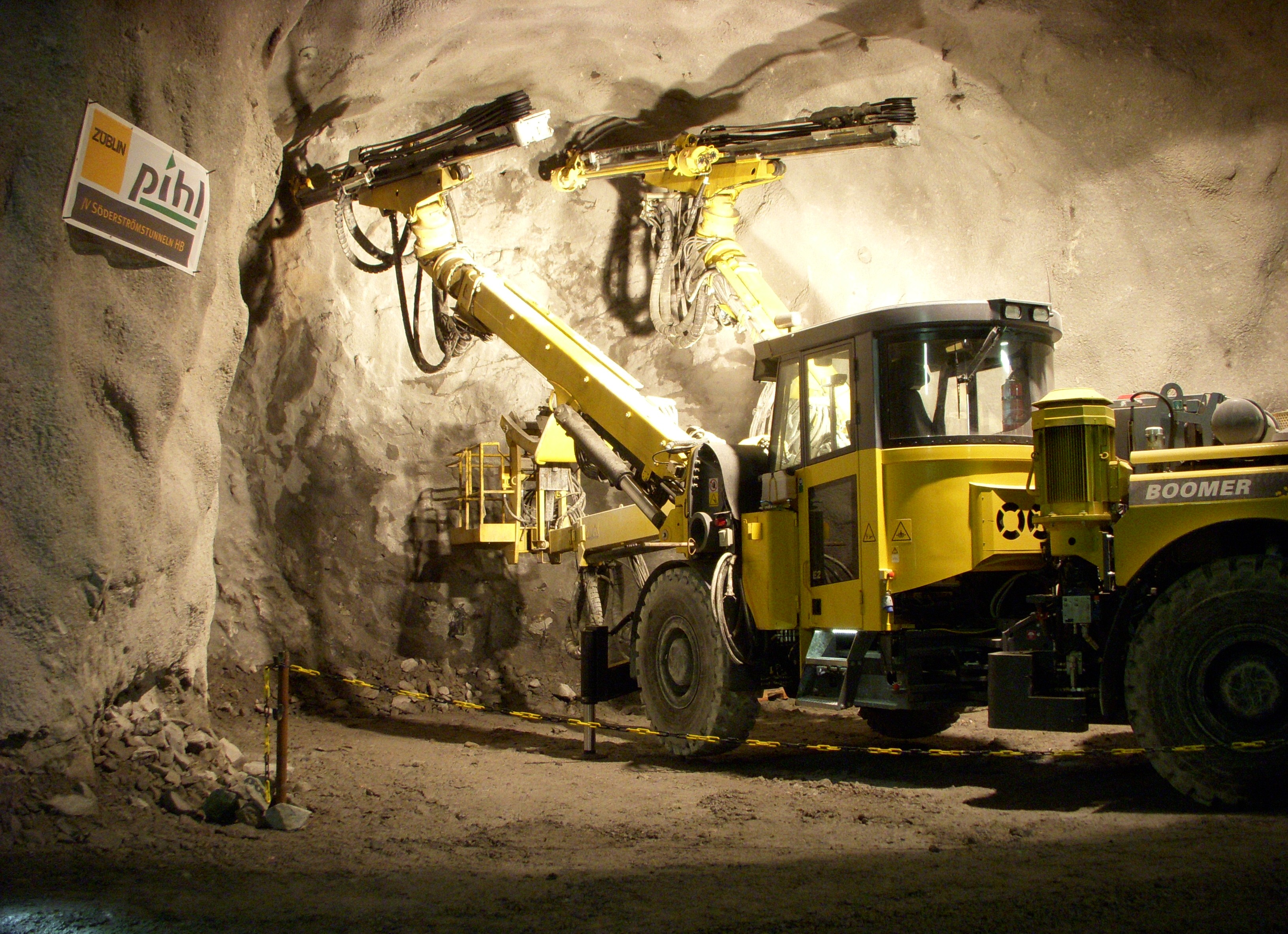
瑞典斯德哥爾摩城市鐵路的鑽炸隧道工程

鑽爆法，又稱鑽炸法，是使用爆破方式進行隧道開挖作業，同字面上意思，是在開挖處先鑽出一個洞，把烈性炸藥埋入其中，然後引爆的做法。由於炸藥位於洞中，力量不易散失，所以能夠發揮炸藥完全的力道，炸碎大量的岩石，使工程快速進行，施工進度較容易掌握，故為大多數岩石隧道施工及採礦所採用。施工方流程包含：
1. 鑽孔與爆破：在岩石爆破面上鑽取若干適當深度裝填爆材孔洞，並裝填爆材。
2. 通風：爆破後，以人工方式排除爆破產生的有毒氣體。
3. 出碴：挖除並運棄爆破之石碴。
4. 支撐及防護：以臨時支撐穩定開挖後之拱頂。
5. 襯砌：於適當時機，加設隧道永久襯砌。

这一方法从早期由人工手把钎、锤击凿孔，用火雷管逐个引爆单个药包，发展到用凿岩台车或多臂钻车钻孔，应用毫秒爆破、预裂爆破及光面爆破等爆破技术。施工前，要根据地质条件、断面大小、支护方式、工期要求以及施工设备、技术等条件，选定掘进方式。